# Q36.5 Pro Cycling Team
Q36.5 Pro Cycling Team (UCI Team Code: Q36) — швейцарская профессиональная шоссейная велосипедная команда.

## История
После роспуска команды Team Qhubeka NextHash в 2021 году, в 2022 году Дуглас Райдер начал подбирать гонщиков для новой команды. В её состав вошли как бывшие участники команд категории UCI WorldTeam, так и представители второго и третьего дивизионов. Роль технического консультанта занял завершивший профессиональную карьеру Винченцо Нибали. В декабре 2022 года Международный союз велосипедистов (UCI) объявил о присвоении команде Q36.5 Pro Cycling Team лицензии UCI ProTeam на сезон 2023 года.
В 2023 году команда Q36.5 Pro Cycling Team дебютировала на профессиональной сцене, быстро заявив о себе благодаря хорошим результатам. В первый же сезон гонщики команды одержали семь побед, включая общий зачёт Sibiu Cycling Tour, выигранный Марком Донованом, а также этапные победы Маттео Москетти, Маттео Бадилатти и Дэмьена Хаусона. Канадец Николас Жуковски стал национальным чемпионом в групповой гонке. 
В 2024 году команда продолжила успешное выступление, добавив в копилку пять побед, включая национальные титулы: Янник Штаймле выиграл Гран-при Денена , Джакомо Ниццоло — этап Sibiu Cycling Tour, Дэвид де ла Крус стал чемпионом Испании в индивидуальной гонке на время, а Негаси Хайлу Абреха — чемпионом Эфиопии в групповой гонке. 
В декабре 2024 года к команде присоединился британский гонщик Том Пидкок, покинувший Ineos Grenadiers. Он подписал трёхлетний контракт с Q36.5, приведя с собой младшего брата Джо Пидкока и тренера Курта Богаертса. Уже в первом старте за новую команду — Тур Аль-Улы — Том одержал две победы на этапах, выиграл очковую классификацию и впервые в карьере стал победителем общего зачёта многодневки. 
Команда продолжила успешное выступление в начале сезона 2025 года: Фабио Кристен одержал первую профессиональную победу на однодневной гонке Вуэльта Мурсии, а  Маттео Москетти выиграл Гран-при Крикельона и этап на Вуэльта Андалусии. Пидкок также занял второе место на Страде Бьянке, уступив лишь действующему чемпиону мира Тадею Погачару. 

## Состав и победы

### Текущий сезон 2025
| Состав 2025               | Состав 2025      | Состав 2025                                    | Состав 2025 |
| Гонщик                    | Дата рождения    | Предыдущая команда                             |             |
| ------------------------- | ---------------- | ---------------------------------------------- | ----------- |
| Эмилс Лиепиньш            | 29 октября 1992  | Team dsm-firmenich PostNL (2024)               |             |
| Энекойц Аспаррен          | 5 февраля 2002   | Euskaltel-Euskadi (2024)                       |             |
| Хавьер Микель Азпаррен    | 25 февраля 1999  | Euskaltel-Euskadi (2023)                       |             |
| Маттео Бадилатти          | 30 июля 1992     | Groupama-FDJ (2022)                            |             |
| Сьёрд Бакс                | 6 января 1996    | UAE Team Emirates (2024)                       |             |
| Джанлука Брамбилла        | 22 августа 1987  | Trek-Segafredo (2022)                          |             |
| Вальтер Кальцони          | 8 августа 2001   | Gallina-Ecotek-Lucchini (2022)                 |             |
| Марсель Кампруби          | 15 сентября 2001 | EOLO-Kometa U23 (2022)                         |             |
| Фабио Кристен             | 29 июня 2002     | EF Education-Nippo Development (2022)          |             |
| Давид Де ла Крус          | 6 мая 1989       | Astana Qazaqstan Team (2023)                   |             |
| Марк Донован              | 3 апреля 1999    | Team DSM (2022)                                |             |
| Фредерик Фрисон           | 28 июля 1992     | Lotto Dstny (2023)                             |             |
| Давид Гонсалес Лопес      | 21 февраля 1996  | Caja Rural-Seguros RGA (2024)                  |             |
| Дамьен Хоусон             | 13 августа 1992  | BikeExchange-Jayco (2022)                      |             |
| Камиль Малецкий           | 2 января 1996    | Lotto-Soudal (2022)                            |             |
| Маттео Москетти           | 14 августа 1996  | Trek-Segafredo (2022)                          |             |
| Джакомо Ниццоло           | 30 января 1989   | Israel-Premier Tech (2023)                     |             |
| Николо Паризини           | 25 апреля 2000   | Team Qhubeka (2022)                            |             |
| Джо Пидкок                | 20 марта 2002    | Trinity Racing (2024)                          |             |
| Том Пидкок                | 30 июля 1999     | Ineos Grenadiers (2024)                        |             |
| Янник Штаймле             | 4 апреля 1996    | Soudal Quick-Step (2023)                       |             |
| Рори Таунсенд             | 30 июня 1995     | Bolton Equities Black Spoke Pro Cycling (2023) |             |
| Милан Вадер               | 18 февраля 1996  | Team Visma \| Lease a Bike (2024)              |             |
| Харм Ванхауке             | 17 июня 1997     | Lotto Dstny (2024)                             |             |
| Николас Жуковский         | 3 июня 1998      | Human Powered Health (2022)                    |             |
|                           |                  |                                                |             |
| Источник: ProCyclingStats |                  |                                                |             |

| 29 янв | Тур Саудовской Аравии, 2-й этап                  | 2.1   | Том Пидкок      |
| 31 янв | Тур Саудовской Аравии, 4-й этап                  | 2.1   | Том Пидкок      |
| 1 фев  | Тур Саудовской Аравии, 5-й этап                  | 2.1   | Маттео Москетти |
| 1 фев  | Тур Саудовской Аравии, генеральная классификация | 2.1   | Том Пидкок      |
| 15 фев | Вуэльта Мурсии                                   | 1.1   | Фабио Кристен   |
| 20 фев | Вуэльта Андалусии, 2-й этап                      | 2.Pro | Том Пидкок      |
| 8 мар  | Гран-при Крикельона                              | 1.1   | Маттео Москетти |
| 2 апр  | Тур Греции, 1-й этап                             | 2.1   | Маттео Москетти |
| 6 апр  | Тур Греции, 5-й этап                             | 2.1   | Маттео Москетти |